# Pelzgarnitur

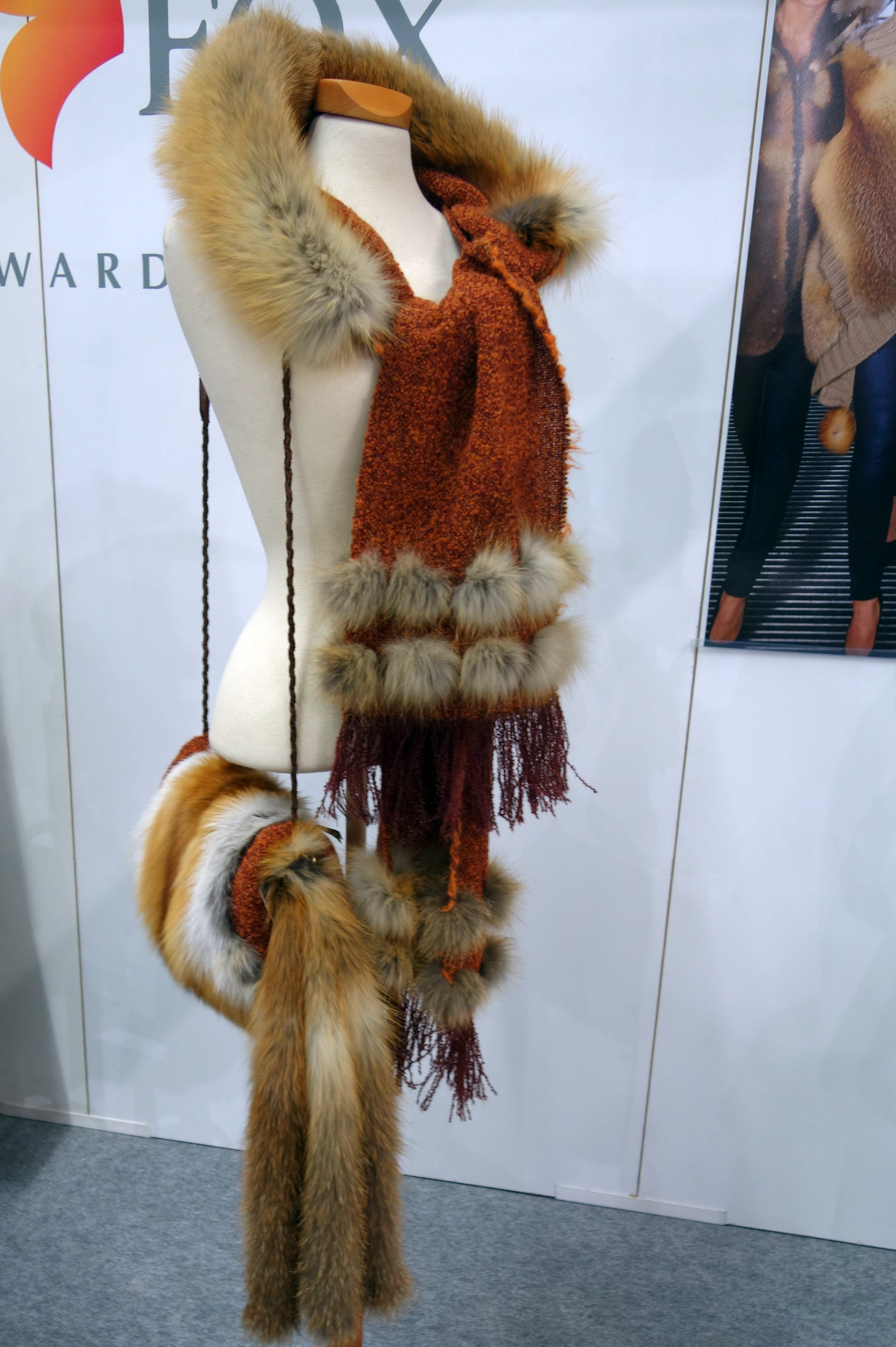
Moderne Rotfuchsgarnitur (Berchtold Pelz, Fürstenfeldbruck, 2015)

Als Pelzgarnitur wird eine Zusammenstellung kleiner, zusammenpassender und gleichzeitig zu tragender Pelzaccessoires für Damen oder Mädchen bezeichnet. Dazu gehören vor allem lose Kragen, Krawatten und Schals, Muffe und Taschen, Mützen und Hüte sowie Handschuhe aus Fell. Eine besondere Konjunktur hatte die zu den Galanteriewaren gehörende Pelzgarnitur Ende des 19. Jahrhunderts bis in die 1920er Jahre.

## Geschichte

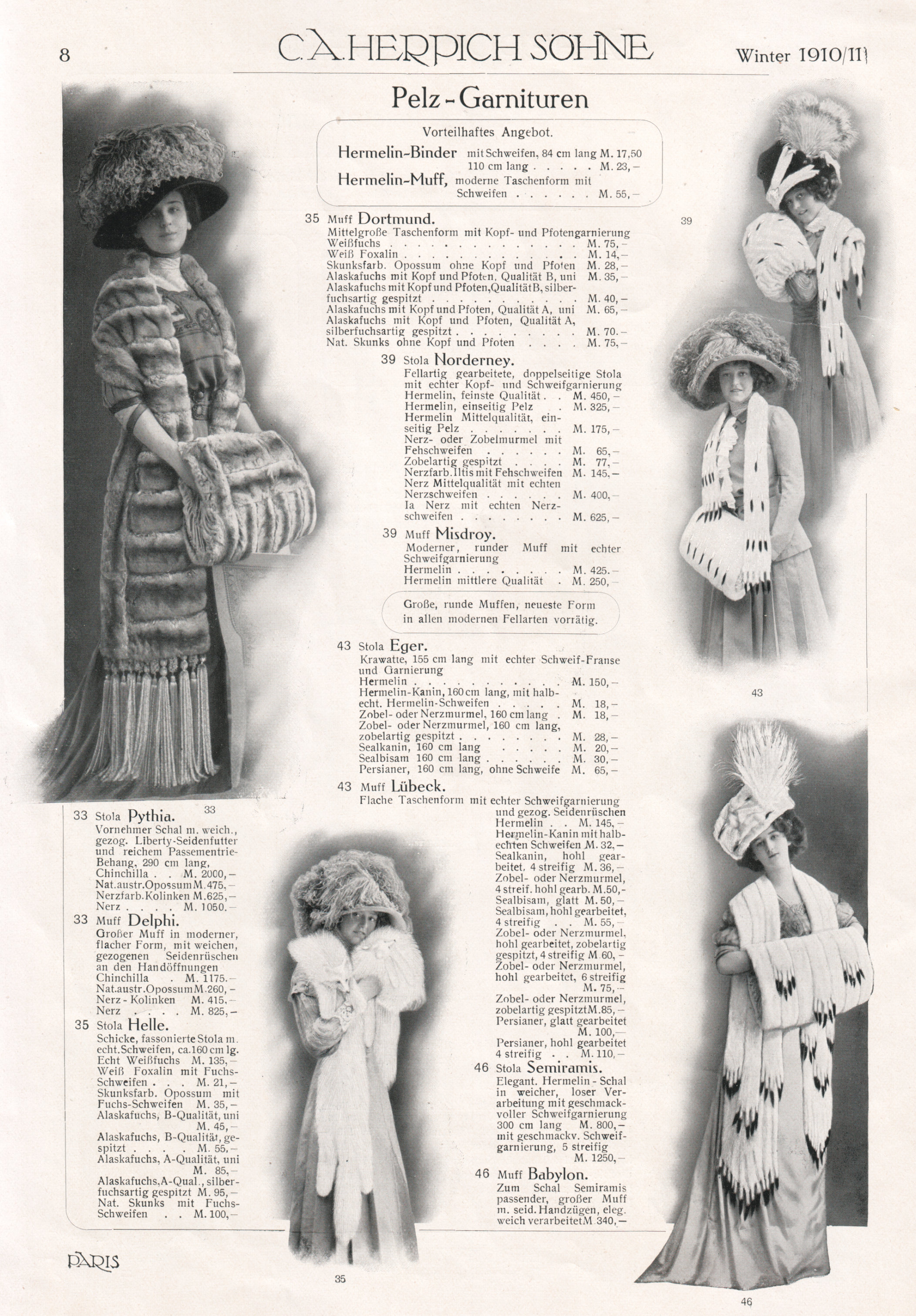
Katalogseite der Firma C. A. Herpich Söhne, Berlin (1910)

Der allgemeine Begriff Garnitur bezeichnet eine „Ausstattung, Verzierung“, aber auch „zu einem Ganzen gehörende Stücke“, zum Beispiel eine Kleidergarnitur. In Frankreich ist „garniture“ hierfür seit dem 17. Jahrhundert gebräuchlich und geht zurück auf französisch „garnir“ und meint dort ursprünglich eigentlich „zum Schutz mit etwas versehen, ausrüsten“. Die Wahrnehmung zusammenpassender kleiner Pelzteile als Pelzgarnitur dürfte mit dem Erscheinen von Modebildern um 1990 einhergehen, die erstmals ausschließlich dem Pelz gewidmet waren. Der Begriff fand seine allgemeine Verbreitung durch Mode- und spezielle Pelzbekleidungskataloge Anfang des 20. Jahrhunderts.
Gegen Ende des 19. Jahrhunderts gab es noch kaum mit dem Haar nach außen getragene Pelzkleidung, das Fell wurde als Pelzinnenfutter getragen. Nur an den Rändern der Textiljacken und ‑mäntel schaute es eventuell hervor, oft waren die Besätze und vielleicht die Manschetten aus Pelz. Zusammen mit der Einführung der Pelznähmaschine begann sich der Außenpelz jedoch bald in großem Ausmaß durchzusetzen. In der westlichen Welt waren um diese Zeit bereits Garnituren kleiner Pelzteile aus gleicher Fellart ganz besonders in Mode, vor allem fallen dabei Kombinationen aus Hermelinfell auf. Zu einer Garnitur konnte eine Pelzmütze gehören, meist ein Pelzmuff, manchmal auch Pelzhandschuhe und meistens eine kleine Pelzkrawatte oder ein größerer Pelzschal. Hermelinkrawatten waren meist mit den schwarzspitzigen Schwänzchen des Hermelinfells geschmückt, öfter kam noch ein kleines „Aufputzköpfchen“ hinzu. Abbildungen von kleinen Pelzschals aus der Zeit vor dem Aufkommen der Pelzgarnituren sind nur selten zu finden, meist waren sie groß und repräsentativ.
Schulterkragen und kleine Capes aus Pelz wurden zum Abendkleid, in schlichter Ausführung auch über dem Straßenkostüm getragen. Zum Pelzkragen kamen die Pelzstola und die Pelzkrawatte hinzu, die in dieser Form erst einmal, ebenso wie die Boa, auch bald wieder weitgehend verschwand. Zum Beginn der 1920er Jahre gab es den langen  Pelzschal, der ebenfalls nur einige Jahre in Mode blieb. Die Krawatte wurde jetzt lang und schmal, oder aber in ihrer Nebenform, als einfelliger, den Hals fest umschließender Würger mit Kopf und Schwanz, bevorzugt. Auch wurden die verschiedenen Kragenformen, die Mantel und Jacke abschließen, als selbständige Pelzkragen getragen. Die Mode der Pelzgarnituren hielt sich bis in die 1920er Jahre, ohne aber bis in die Zeit des Zweiten Weltkriegs ganz zu verschwinden. Muffe und Taschenmuffe finden sich ständig als Beiwerk auf den Abbildungen der Modezeitschriften und ‑kataloge, wie auch als fester Bestandteil der Pelzgarnituren.

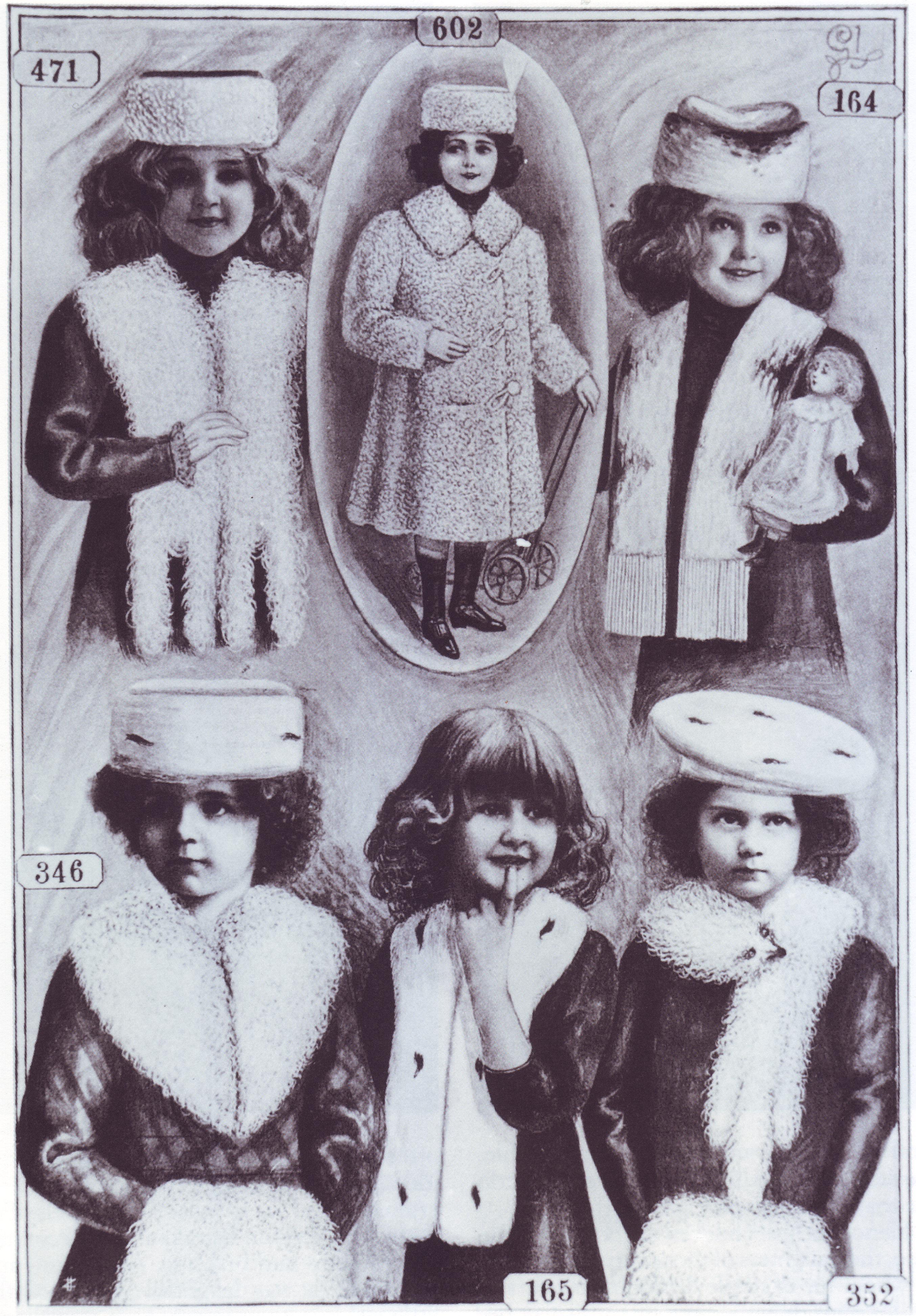
Mädchengarnituren (ca. 1910?)

Garnituren für Kinder waren ebenfalls sehr in Mode, nahezu in jedem der Kataloge sind ihnen eine oder mehrere Seiten gewidmet. Immer sind sie aus dem gleichen Fell, oft aus dem, dem Hermelin ähnlichen weißen Kaninfell oder aus dem ebenfalls weißen, gelockten Slink-Lamm und dem langhaarigen weißen oder schwarzgefärbtem Tibet gearbeitet. Weitere Materialien waren Astrachan, Biber, Hase, Opossum, holländisches Schwanenfell, Mongolisches Lamm, Feh oder naturfarbener Marder. Auch diese kleinen Pelze waren, wie die der Mütter, oft mit Schwänzchen und kleinen Aufputzköpfchen ausgeschmückt. Häufiger als bei den Damen gehört eine Mütze zur Mädchengarnitur, für die Allerkleinsten gab es Ohrenschützer, fast immer aus weißem Lamm.
Die Firma M. Boden aus Breslau, neben anderen durchlauchten Häusern „Hoflieferant Ihrer Majestät der Königin-Witwe der Niederlande“, bot 1917 Kutscher-Garnituren an, „Pelerine, Mütze und Aufschläge in verschiedenen Pelzarten zu billigsten Preisen“, und verwies in diesem Zusammenhang auch auf ihre Pelzhandschuhe.
Für die Kürschner stellten die Pelzaccessoires zeitweilig die Haupteinnahmequelle dar, ebenso für den Rauchwarenhandel, den Zwischenhändler für die Felle. Vor dem Zweiten Weltkrieg bedeuteten diese Artikel sieben Zehntel des Umsatzes jeder Firma. Doch bereits 1924 wurde in der Branche geklagt:
„Was den größten Umsatz des Geschäftes ausmachte, der Muff, der Schal, der Kragen, das Kollier, hat die Mode radikal beseitigt. Die sportgewohnte Dame will die Hände frei haben, hüllt sich nicht mehr den Hals ein; zu den glatten, einfachen Mänteln passen all die schmückenden Dinge nicht mehr, die früher die Frau so gern trug. Die Berliner Pelzkonfektion muß sich nun damit abfinden, daß der Artikel, den sie zu vielen Tausenden verkaufte, endgültig verbannt ist und vorläufig keine Aussicht besteht, daß die Mode ihn wiederbringt. Die Pelzindustrie sah sich vor völlig neue Aufgaben gestellt. Die Garnitur - in weitestem Umfang genommen - bildete das Rückgrat jeder Firma. […] Warenhäuser und Konzerne erteilten auf dieses »Kleinzeug« so große Aufträge - z. B. Kindergarnituren, Knabenmützen, Muffen, daß die Firma für viele Monate ihre Zwischenmeister voll beschäftigen konnte.“
Große Mengen waren nur von den billigen Garnituren verkauft worden, angefangen bei gefärbten Hasen- und Kaninfellen. Im Laufe der davor liegenden Inflationsjahre waren zuerst diese erheblichen Umsätze ständig kleiner geworden, beginnend mit den Massenartikeln, den niedrigsten Preisstufen, um dann in der Saison zu 1924/1925 auf kleinste Stückzahlen abzusinken. In einer Rückschau aus Sicht der 
gewerkschaftlichen Kürschnervereinigungen wurde geklagt: 
„Will man die Geschäftslage in der Berliner Pelzbranche richtig beurteilen, so kann man, was die Jahre 1928 und 1929 betrifft, nicht nur von einer Krise, sondern vielmehr von einer Katastrophe sprechen. Seit die Mode derart gewechselt hat, daß die Galanterie (Muff, Kragen, Krawatten, Kollier usw.) von der Mäntelkonfektion für die große Mehrzahl der Damenwelt fast vollständig verdrängt wurde, hat sich der Beschäftigungsgrad derart geändert, daß die Arbeit nur noch auf vier Monate (August bis November) begrenzt ist. […] Gewiß, der Konsum der Pelzwaren ist durch die Mäntelkonfektion gestiegen, da fast jedes weibliche Wesen einen Pelzbesatz trägt, dafür feiert aber auch die Massenfabrikation, infolge der billigen Qualitätsware, wahre Triumphe.“
Für die meisten Kürschnereien mit Einzelhandel stellte der Rückgang dennoch keine Bedrohung dar, es begann verstärkt eine Nachfrage nach Pelzjacken und ‑mänteln, deren Herstellung jedoch ein größeres handwerkliches Können verlangte. Sehr erfolgreich wurden Sommerpelze propagiert, zu denen selbstverständlich auch wieder Pelzkleinteile gehörten. In der Übergangszeit hatten jedoch viele Fachkräfte die Branche verlassen, weil sie woanders mehr verdienten und das ganze Jahr über Arbeit hatten, so dass eine Zeit lang die Nachfrage nicht voll befriedigt werden konnte. Hart betroffen waren von dem Wegfall der Pelzgarnituren auch viele Spezialbetriebe, viele dieser großen Nebenindustrien verschwanden, nur vereinzelt arbeiteten noch einige Firmen. Da waren neben anderen die Annaberger Posamenten-Industrie, die Leipziger Fournituren-Fabriken Karl Veith – Wimmer & Co. – Michaelis & Levie – F. E. Wieseler und die Fehschweiffabrikanten Leo Nomis – W. Grünreif – S. Goldstaub. Auch die Daunenbeutelproduktion für die Pelzmuffe stellte bis dahin einen bedeutenden Wirtschaftszweig da. „Eine Firma wie Abrahamsohn & Reschofsky stellte in Mengen von vielen Tausenden u. a. Hasenmuffen her, die pro Dutzend etwa von 18,-- Mark an zu haben waren.“ Bis noch nach dem Zweiten Weltkrieg gab es jedoch vereinzelt Konfektionswerkstätten, die sich speziell mit der Herstellung der als Garnitur angebotenen Pelzkleinteile beschäftigten.
Nordamerika war bis um die Wende zum 20. Jahrhunderts hauptsächlich ein Exportland für Pelzfelle. Die Verbraucher waren weniger modebewusst als in Europa, der geringe Verbrauch beschränkte sich hauptsächlich auf dekorative Ausschmückungen, Verbrämungen, Schals, Stolen und Muffe. Die amerikanische Großkürschnerei Herman and Ben Marks in Detroit/Michigan bildete 1918 in ihrem 68-seitigen Katalog allein auf 48 Seiten Pelzkleinteile verschiedener Fellarten und Modelle ab, „einzeln oder als Set zu kaufen“, und Kindersets, die nicht geteilt verkauft wurden. Zusammen mit preiswerten Pelzarten, die dank neuer Veredlungsmethoden zu einem großen Teil wertvolle Pelze imitierten, setzte sich jedoch auch hier der große Pelz durch. 1931 hieß es in einer deutschen Dissertation: „In Nordamerika trugen auch Fabrikmädchen den Pelzmantel“. Aber auch 1954 stellten Pelzkleinteile entsprechend einer Umfrage dort den Hauptteil des Umsatzes der meisten Pelzhäuser dar. Capes, Stolen, Kolliers und Schals hatten im Nordosten des Landes 38 Prozent Anteil, im Süden 74 Prozent und im Westen und Mittelwesten 55 Prozent.
Persianer galt in den Jahren nach dem Zweiten Weltkrieg als klassischer „deutscher“ Pelz, bis er in den 1970er Jahren endgültig vom Nerz abgelöst wurde. Die Pelzaccessoires ergänzten jetzt oft als Einzelteile Pelze oder Pelzbesätze derselben Fellart, der Begriff „Garnitur“ wird für kleine Pelzausschmückungen an Kleidern und anderen Textilien gebraucht, die Ansicht über ein möglichst komplettes Pelz-Outfit hatte sich gewandelt. In einer Pelzmodebetrachtung aus dem Jahr 1958 hieß es:
„In der Tagesmode trägt man passend zum kragenlosen Kleid oder Mantel die Stola aus Persianer. […] Kein anderes Fell ist farblich so anpassungsfähig wie gerade der Persianer. […] Nerzstolen mögen am Abend regieren,. In der Tagesmode trägt man passend zum kragenlosen Kleid oder Mantel die Stola aus Persianer. […] Noch schicker als ein Kragen wirkt oft eine Krawatte, leger in den Ausschnitt gebunden, eventuell durch ein Revers gezogen, so daß ein Zipfel des Pelzchens lustig über den Mantel baumelt. […] Die Möglichkeiten, die im Nerz als Garnitur liegen, sind noch gar nicht erschöpft. Der Nerz passt sich in seiner farblichen Vielseitigkeit besonders gut an. Nerz zum Abendkleid als Décolletéverbrämung, Nerz zum Cocktailkostüm als Manschetten, Nerz zum schwarzen Tailleur als Blende aufgesetzt, Nerz um den Kragen des Spitzenjäckchens, Nerz zu weißem Brokat, Nerz zu tiefbraunem Samt. Dies originell zu variieren, liegt am persönlichen Geschick. […] Auch abstechende Pelzgarnituren auf Pelzmänteln stehen zur Zeit hoch im Kurs. […] Eine Gefahr besteht allerdings bei den Accessoires aus Pelz: Die des »Zuviel«. Hut, Krawatte - und Handtasche aus Pelz, das wäre des Guten zu viel. Kragen, Muff und Pelzsaum am Mantel, ebenfalls leicht übertrieben. Ein winziges angestecktes Hermelinschweifchen am Revers kann recht dekorativ aussehen, Hermelin an Hut, Kragen und Manschetten? Weniger würde mehr bedeuten. Sparsamkeit in den Accessoires verrät bei Pelz mehr denn bei anderem Beiwerk den guten Geschmack.“

## Accessoireteile

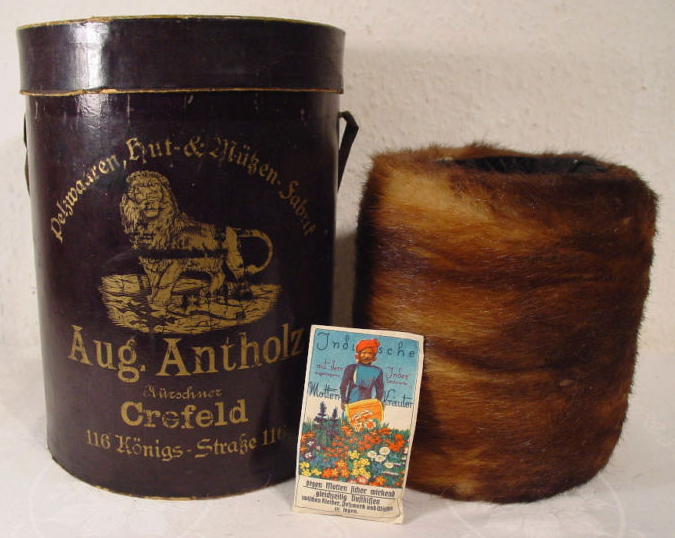
Muff, Muffkarton und Mottenpulver (Aug. Antholz, Krefeld)

Die Pelzteile der Garnituren ergänzten sich durch ihre übereinstimmende Machart und Material nicht nur untereinander, sie wurden auch als Beiwerk zu Pelzbesätzen von Textilbekleidung oder Pelzmänteln und ‑Jacken derselben Fellart getragen.

### Pelzmuff
Muffe wurden früher vor allem vom Bürgertum und den gehobenen Ständen statt Handschuhen getragen. Seit etwa nach 1860 behielt der Muff die kleine Form, gelegentlich war er flach, meist aber glich er einer Rolle. Ab etwa 1910 wurde er wieder größer, für wenige Jahre bis zu Ausmaßen, die er schon einmal im 18. Jahrhundert erreicht hatte. Dabei blieb er jedoch flach. Man nennt ihn Taschenmuff, weil man darin einiges unterbringen konnte. Die eigentliche Kombination von Muff und Tasche, die Mufftasche, kam erst um 1935.
Seit etwa 1890 konnten Muffe auch mit Köpfen und Schwänzen der verwendeten Fellart versehen sein. Um 1910 gehörte er zwingend zur eleganten weiblichen Wintergarderobe, um 1939 endete mit der veränderten Lebensweise durch besser beheizte Wohnungen und geschlossene Kraftfahrzeuge die ganz große Epoche des Muffs, einen zwar wärmenden aber wenig dekorativen Ersatz bildeten die Pelzhandschuhe.

### Pelzkragen, Pelzkrawatte, Pelzschal, Pelzstola

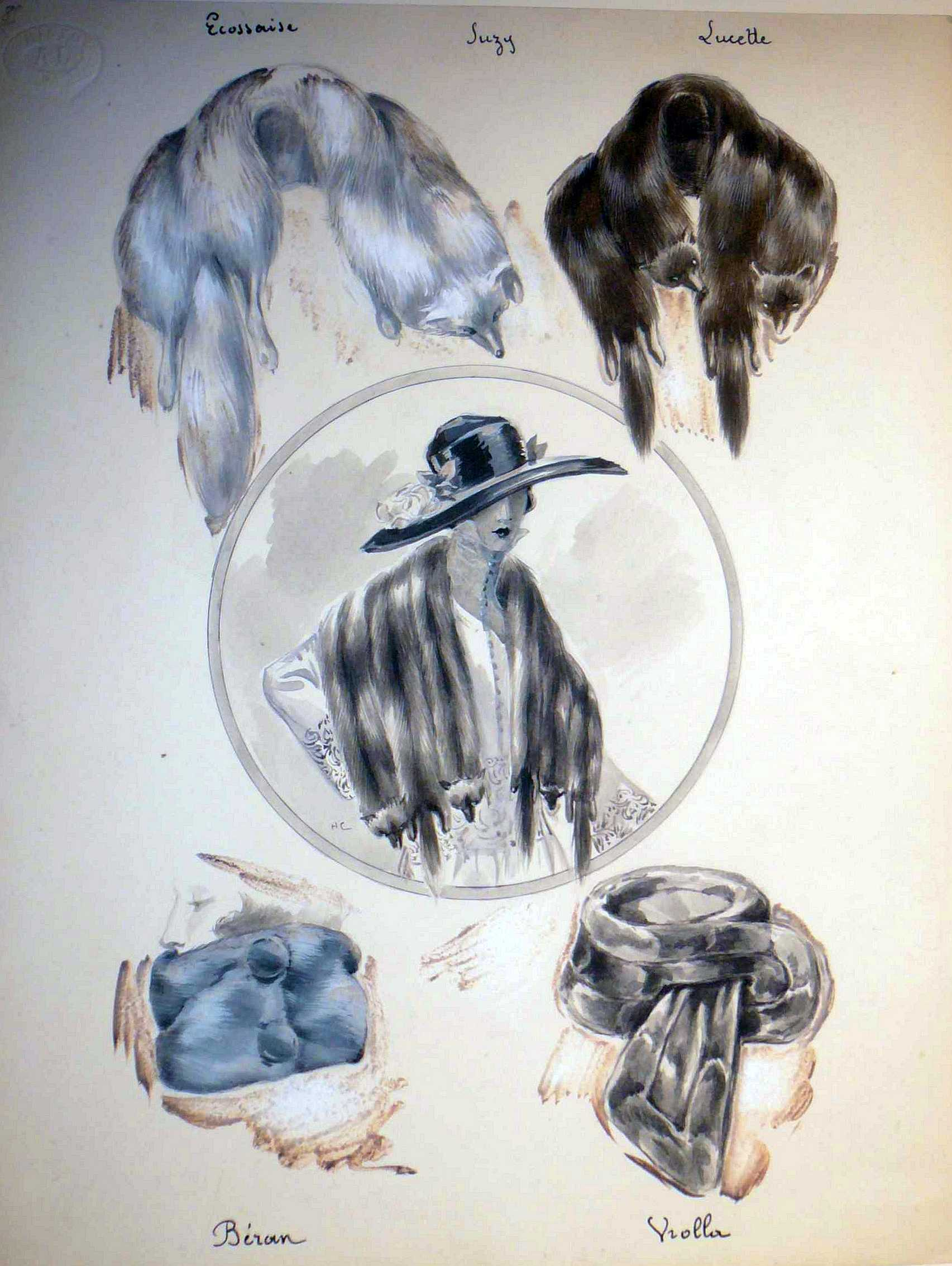
Kolliers, Schal, Krawatte (etwa um 1910)

Es werden verschiedene Arten von Schulterbedeckungen aus Pelz unterschieden. Ihre Rückseite ist, bis auf die Boa, in der Regel mit Stoff gefüttert.
- Pelzkragen sind zumeist als fest aufgenähter, eventuell abnehmbarer Besatz gearbeitet. Als lose zu tragende Accessoires gehörten sie häufig anstelle Pelzkrawatten oder ‑schals zu den Pelzgarnituren. Meist waren es kleine Formen, gelegentlich konnten sie auch ein üppiges Ausmaß annehmen. Außer den mannigfaltigen, ganz aus Fell gearbeiteten Kragen wurden gegen Ende des 19. Jahrhunderts kleine pelzverbrämte Schulterkragen getragen. Um die Jahrhundertwende wurden von den Damen noch mehr die flexibel verwendbaren losen Pelzschals und Pelzkolliers benutzt, mit denen sie nicht so festgelegt waren wie mit einem fest aufgearbeiteten Mantel- oder Kleiderbesatz.

- Als Pelzkrawatte oder einfach nur Krawatte ist ein kleiner und eher schmaler Damenschal aus Fell gemeint. Größere Ausführungen sind Pelzschals, Pelzboas und Pelzstolen, in Tierform gearbeitete Halsschals werden Pelzkolliers genannt. Der Begriff Pelzkrawatte veraltet zunehmend, in modernem Design wird sie inzwischen wie die größere Ausführung als Pelzschal gehandelt. In der Vergangenheit umfasste der Begriff Pelzkrawatte verschiedene Kragenformen, wie sie von der jeweiligen Mode gefordert wurden. Hauptsächlich stellte sie einen schmaleren Pelzstreifen dar, der entweder gleichmäßig breit, meist jedoch, den beiden Enden zu, verbreitert gearbeitet war. Des Weiteren gab es Binde- und Schlupfkrawatten.

- Als Pelzschals werden in der Regel gerade, gleichmäßig breite, ohne eine Halsrundung gearbeitete Schulterbedeckungen bezeichnet, in der Werbung wurden sie jedoch häufig zur luxuriöser klingenden Pelzstola „aufgewertet“. Sie können schmal und gerade eben so lang sein, dass man sie noch vorn schlingen kann. Oder üppig breit und lang, so dass sie eine attraktive, vielleicht abendliche Pelzstola ersetzen.

- Die Pelzstola ist die elegantere Form des Pelzschals, vornehmlich zu eleganten Anlässen und am Abend getragen. Sie weist häufig ausgearbeitete Schultern auf, der Übergang zum Pelzcape ist fließend.

### Pelzboa

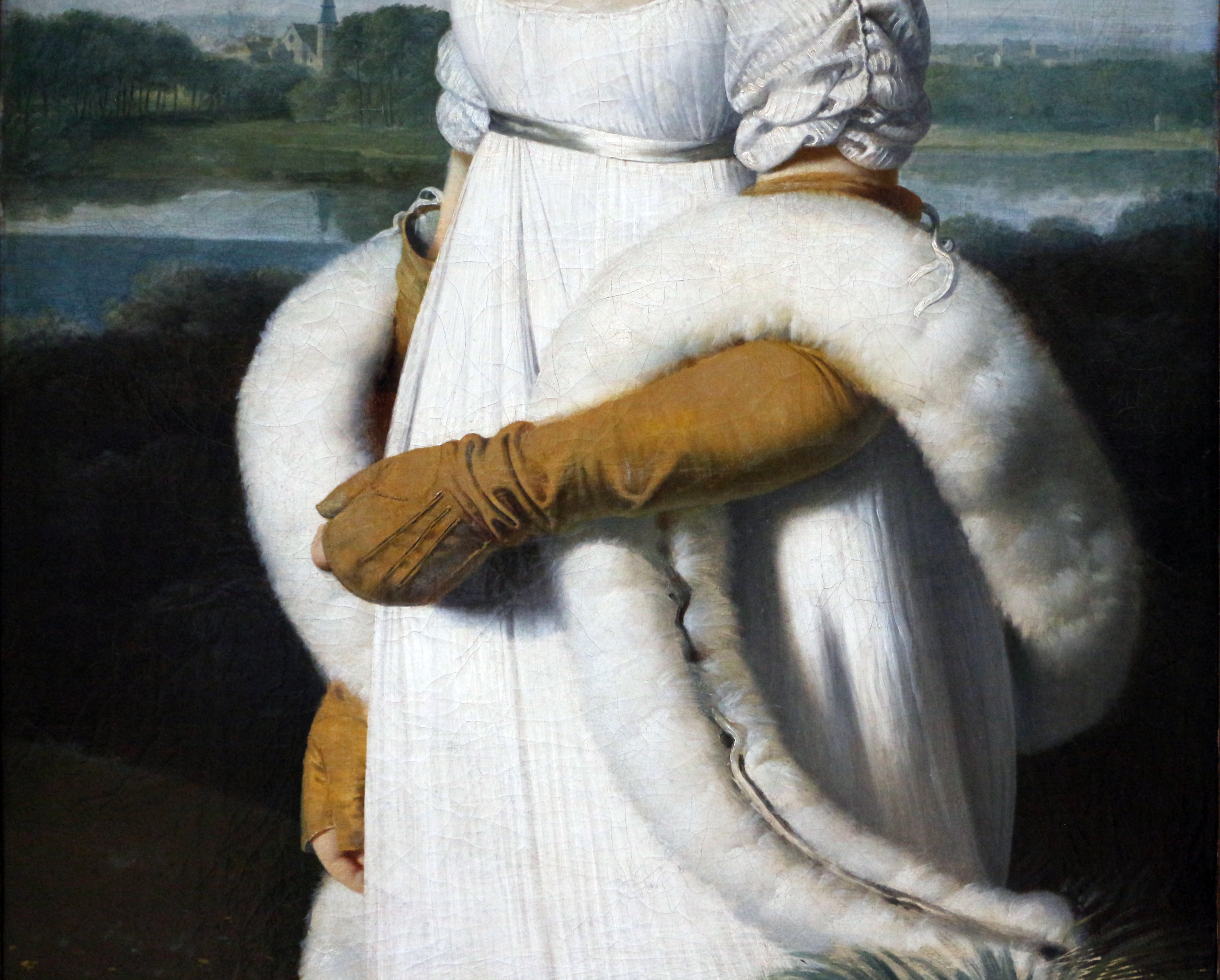
Polarfuchsboa der
M^{lle} Caroline Rivière (1806)

Eine Boa ist ein langes, schalähnliches Kleidungsstück, benannt nach der Riesenschlangengattung Boa. Vom Pelzschal unterscheidet sich die Pelzboa nicht nur durch ihre in der Regel größere Länge, sondern dass sie rundum aus Fell besteht, ohne eine Futterabseite.
Von der Zeit des Wiener Kongresses (1814 bis 1815) bis in die 1870er Jahre waren Pelz- und Federboas besonders gefragt. Das vorläufige Ende der Pelzboa-Mode begann in den 1840er Jahren, zusammen mit dem Verschwinden der dekolletierten Kleidung. Als Teil der Pelzgarnitur, anstelle des Schals und der Krawatte, kehrte sie etwas mehr in die Mode zurück. Zusammen mit anderen kleinen Halspelzen wurden sie in den 1910er Jahren weitgehend durch sehr lange, breite Schals und Stolen wieder verdrängt.

### Pelzkollier

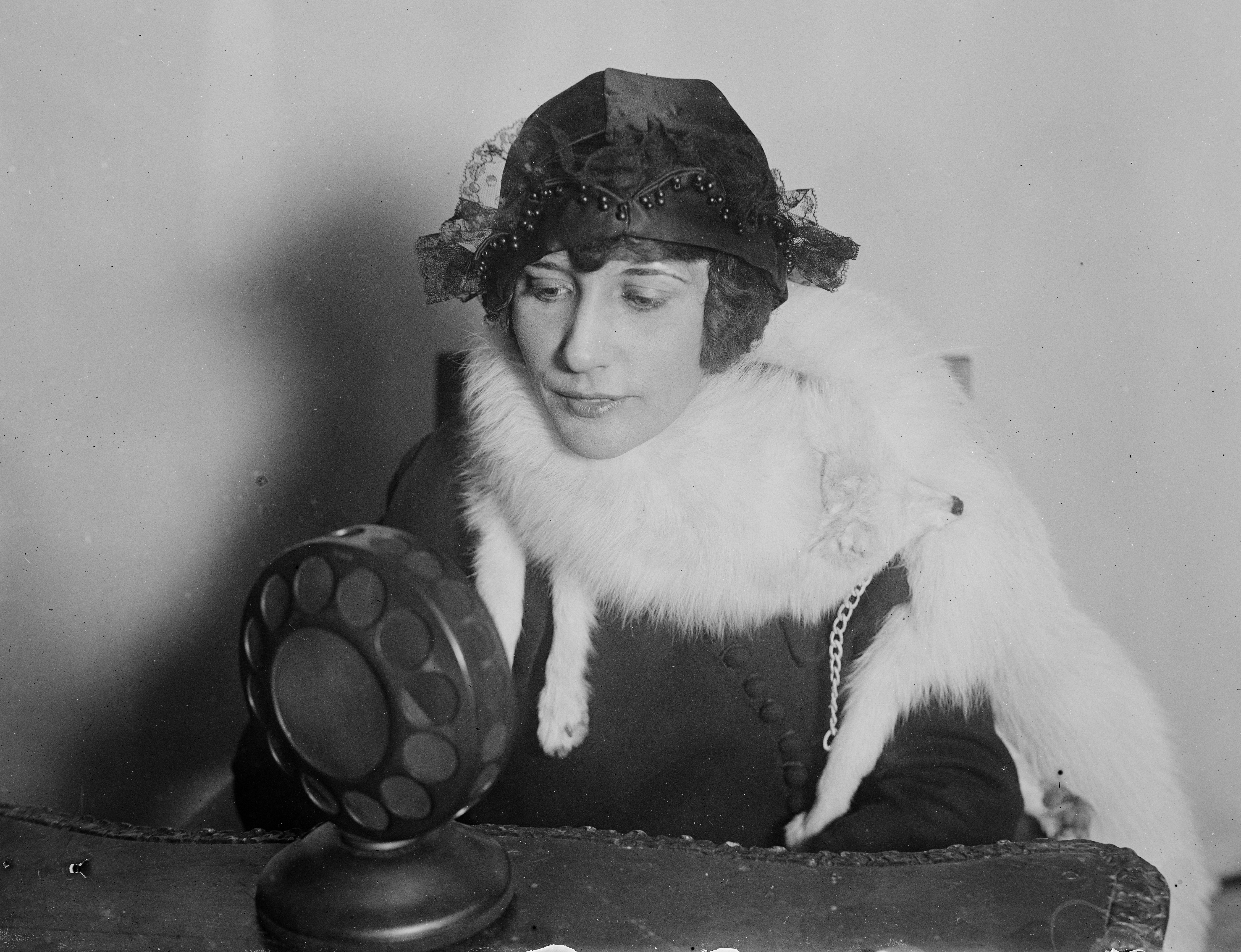
Viola Hudson mit Polarfuchskollier (USA, 1921)

Ein Pelzkollier, auch Pelzcollier ist ein in angenäherter Tierform gearbeiteter Schal aus Pelz, der bis in die 1960er Jahre sehr in Mode war, in der Regel mit Kopf, Pfoten und Schweif. Für einfellige Kolliers aus Fellen der Familie der Marderartigen (Nerzfell, Zobelfell und Iltisfell) war auch die Bezeichnung Würger gebräuchlich. Kolliers aus kleineren Fellen bestehen meist aus zwei oder vier einzelnen Fellen.
Kleine, einfellige Pelztierschals wurden 1928 in einem österreichischen Fachbuch als Kollets bezeichnet. Im Gegensatz zu Deutschland verstand man in Österreich unter Kollier oder auch Kolier allgemein einen „Halspelz, der jedoch im Unterschied zum fest aufgenähten Kragen, separat getragen werden kann“. Inzwischen ist in Österreich wohl auch die Bezeichnung Kollier für die Tierform üblich.
Häufig waren die Pelzkolliers aus Fuchsfellen, Nerzfellen, Stein- und Baummarderfellen oder Hermelinfellen gearbeitet. Wurden andere Fellarten verwendet, ahmten sie oft durch eine entsprechende Fellveredlung und Verarbeitung eine dieser hochwertigen Pelzarten nach. Insbesondere das Silberfuchsfell wurde viel imitiert.
Einfellige Kolliers werden mit einer im Fellkopf befindlichen Kollierklammer an den Schwanz oder in das Fell geklemmt, oder aber mit einer mit Posamenten bezogenen Kollierkette zusammengehalten. Kleinere Kolliers aus Marder- oder ähnlichen Fellen werden meist aus zwei Fellen hergestellt, die mit den Köpfen nach oben, mit einem kurzen Steg nebeneinander befestigt sind. Um das Kollier zu verlängern und attraktiver zu gestalten, werden oft zwei weitere, ebenfalls komplett ausgearbeitete Felle, unten aufgesetzt. Geschlossen wird dies ebenfalls mit Kollierkette und Haken, mit Haken und Öse oder einem posamentierten Druckknopf. Insbesondere beim Fuchskollier wurden die beim Tragen etwas störenden Vorderpfoten gelegentlich weggelassen.
Das einfellige Kollier wird in der Regel um den Hals gelegt getragen, den Fellkopf auf der Brustseite. Öfter, vor allem in der wärmeren Jahreszeit, legte man es einfach nur über den Unterarm. Bei Kolliers aus mehreren, paarweise angeordneten Fellen ist es gedacht, dass die Fellköpfe auf dem Rücken der Trägerin liegen, rechts und links vom Hals, der Hauptteil hängt vorn über der Brust längs herunter. Eine weitere Möglichkeit ist es, die beiden Kollier-Enden vorn umeinander zu schlingen, anstelle sie nebeneinander zu schließen.
Silberfuchskolliers waren groß in Mode und bei jeder Festlichkeit zu sehen. Gleichzeitig waren auch die sehr viel kleineren Marderkolliers, Iltiskolliers und Hermelinkolliers beliebt, mit Zunahme der Nerzzucht besonders Nerzkolliers. Vor allem die Felle männlicher Nerze waren vereinzelt so groß, dass sich daraus ein einfelliger „Würger“ herstellen ließ, kleinere Felle werden deshalb auch zu einem größeren Fell zusammengeschnitten („Einschneiden“). Der damals tatsächlich übliche Begriff Würger lässt erahnen, wie eng das Teil am Hals anlag. – Für ein Nerzkollier zum Beispiel nahm man meist zwei große, nebeneinander zu tragende Nerzfelle. Häufig wurde das Kollier durch zwei weitere, ebenfalls mit Köpfen, Pfoten und Schwänzen versehenen Felle verlängert, die auf die beiden oberen aufgesetzt wurden.
Philipp Manes, der in Auschwitz ermordete Pelzkommissionär und Biograph der Pelzbranche, schrieb im Jahr 1928:

„Auch der Würger findet viel Beachtung. Wir hatten die Gelegenheit die Kollektion der Firma Arthur Wolff-Berlin zu sehen, die fast hundert Modelle bringt, – man kann schon für wenige Mark ein komplettes kleines Kollier kaufen – und bis zum Marder, Nerz und Skunks daraus gefertigte Stücke zeigt. Wir alle wünschen nichts sehnlicher, als dass dieser Kleinkram wieder überall gekauft wird. Wenn die Messe uns dazu verhilft, wenn wir die deutschen Kürschner davon überzeugen, dass es in ihrer Hand allein liegt, durch geschickte Propaganda auch in der kleinen Stadt die Kundschaft für dieses reizvolle kleine Schmuckzeug zu begeistern, dann werden wir mit doppeltem Erfolg unsere stille Zeit überbrücken. Der Kürschner wird dann viel mehr umsetzen, als wenn er sich nur auf die grossen Gegenstände einstellt.“

### Pelzmütze

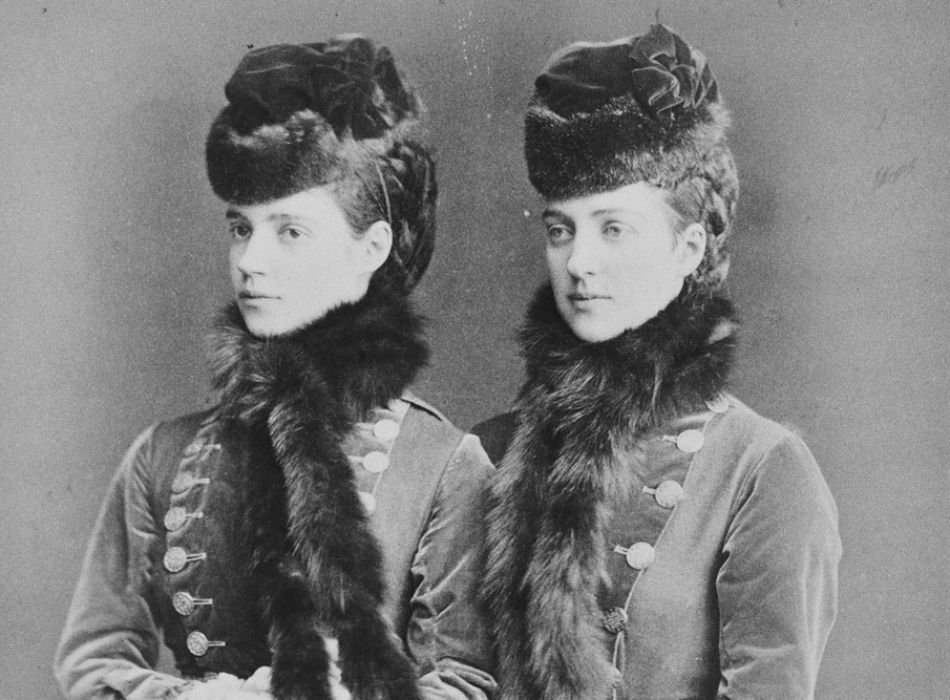
Kappen, Samt mit Pelz, Alexandra von Dänemark und Dagmar von Dänemark (1875)

Im 19. Jahrhundert war Pelz als Besatz von Kopfbedeckungen reichlich vorhanden, reine Pelzhüte fehlten nicht ganz, eine eigene Pelzhut- oder Mützenmode bildete sich jedoch nicht. Oft bestanden die Pelzränder aus dem gleichen Fell wie die Verbrämungen des übrigen Pelzwerks, oder passten zu den bis in das nächste Jahrhundert reichlich getragenen Garnituren, bestehend aus Muff, Schal oder Kragen und eben der Pelz- oder pelzbesetzten Mütze. „So umrandet zum Beispiel im Winter häufig ein Pelzstreifen die Capoten und Schutenhüte des frühen 19. Jahrhunderts und der Krinolinenzeit, während der breitkrempige Hut der 1920er Jahre fast ausschließlich Band-, Blumen oder Federschmuck aufweist“. Die immer noch beliebte sportliche Mütze, meist Barett genannt, wird in verschiedenen Versionen gern aus Pelz oder pelzverbrämt getragen. Zum Ende des 19. Jahrhunderts werden dann alle Hutformen auch in Pelz angeboten, egal ob sie sich dafür eignen oder nicht.
Im Jahr 1856 begann die Firma H. Wolff in Berlin mit der industriellen Anfertigung von Herren-Mützen, auch aus Pelz, die nach und nach auch von Kürschnergeschäften vertrieben wurden. Um 1910 kamen Pelzmützen und ‑kappen auch in der Damenbekleidung in Mode. Es entstanden weitere Spezialbetriebe der Pelzhutfabrikation, „man machte nicht nur die flotten Russenmützen, sondern es entstanden umfangreiche Kollektionen. Holzblöcke ermöglichten, jede Form aus Fell zu modeln - man war nicht mehr an das Rund gebunden - modische, reizende Gebilde hielten ihren Einzug, wurden mit Stutzen (aus Feh und Ziegen), mit Reihern und Bändern, Agraffen und Seide geziert“.
Gegen Ende des 20. Jahrhunderts litten insbesondere kleinere Kürschnerbetriebe, deren Hauptgeschäft häufig die Mützenanfertigung war, unter der aufgekommenen Hutmode, die „diese Art der Kopfbedeckung völlig verdrängt hatte“.
Es kam dann der „flotte“ Pelzhut, der überall verlangt wurde. Dies führte wiederum zu einem regelrechten Auftrieb der Pelzbranche, die bisher jahrzehntelang bei der gleichen Mode verblieben war: „Nicht nur der Kürschner hatte den schönsten und leicht verkäuflichen Artikel für sein Schaufenster, Warenhaus und Pelzgeschäfte führten den Pelzhut, dessen einziger Fehler seine Dauerhaftigkeit war“. Zeitweilig konnten die Produzenten nicht genug liefern, so begehrt war der Pelzhut. Die ersten Modelle waren aus dem schwarz gefärbten und geschorenem Sealkanin, bald kamen andere kurzhaarige Fellarten dazu. Im Jahr 1932 kam der Pelzhut aus der Mode „und man sah ihn in Berlin nur noch selten“: „Weshalb die Damenwelt das kleidsame Pelzstück plötzlich ablehnte, nicht mehr kaufte, ist ein Geheimnis der launischen Frau Mode geblieben“.

### Pelzhandschuhe

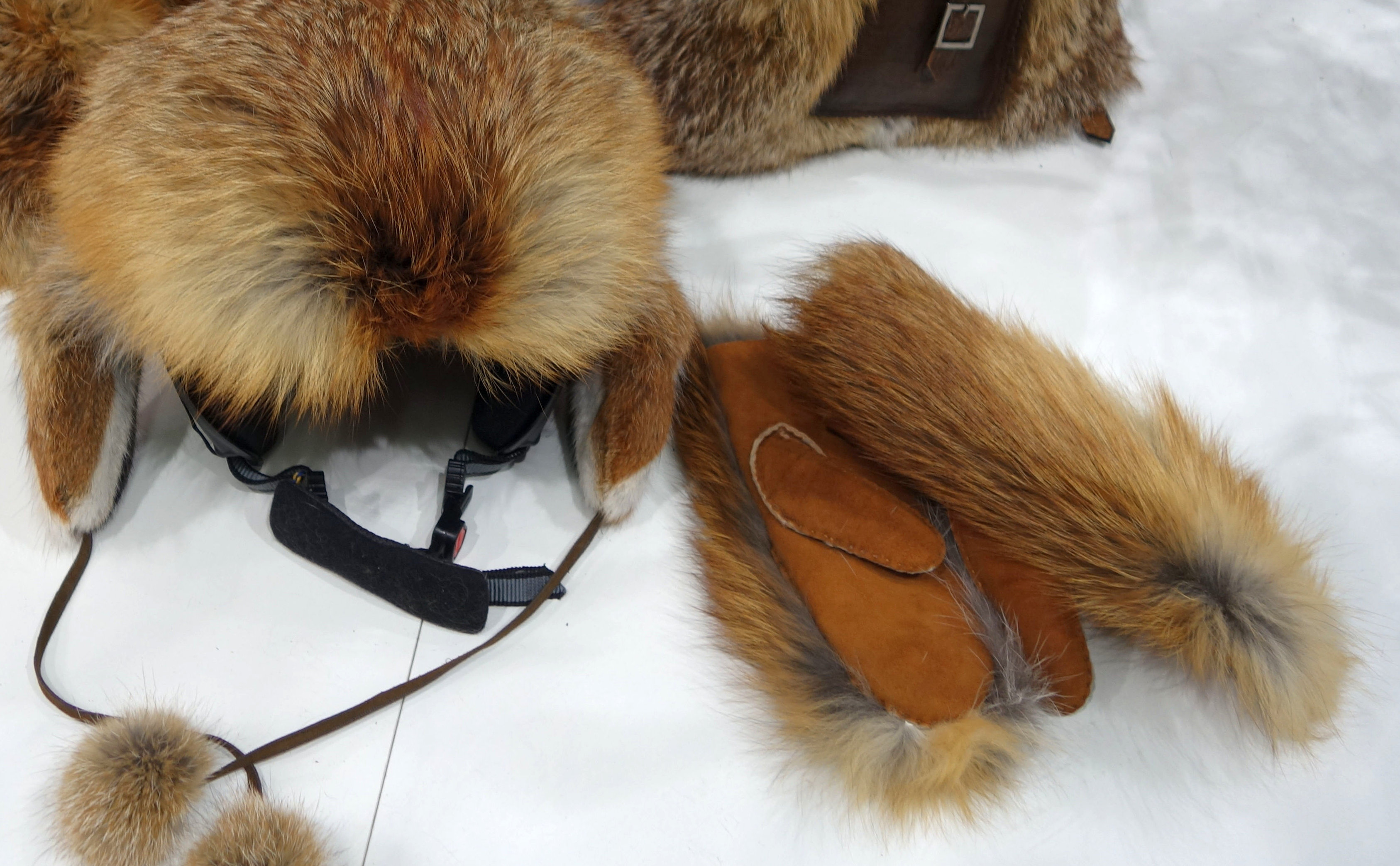
Fausthandschuhe und Skihelm aus Rotfuchs (Barth, Heilbronn, 2016)

Insbesondere bei den Pelzgarnituren für junge Mädchen gehörten Pelzfäustlinge mit Fellrand gelegentlich dazu.  Auch Damenhandschuhe waren mit dem der Garnitur entsprechenden Fell verbrämt.

## Bildbeispiele

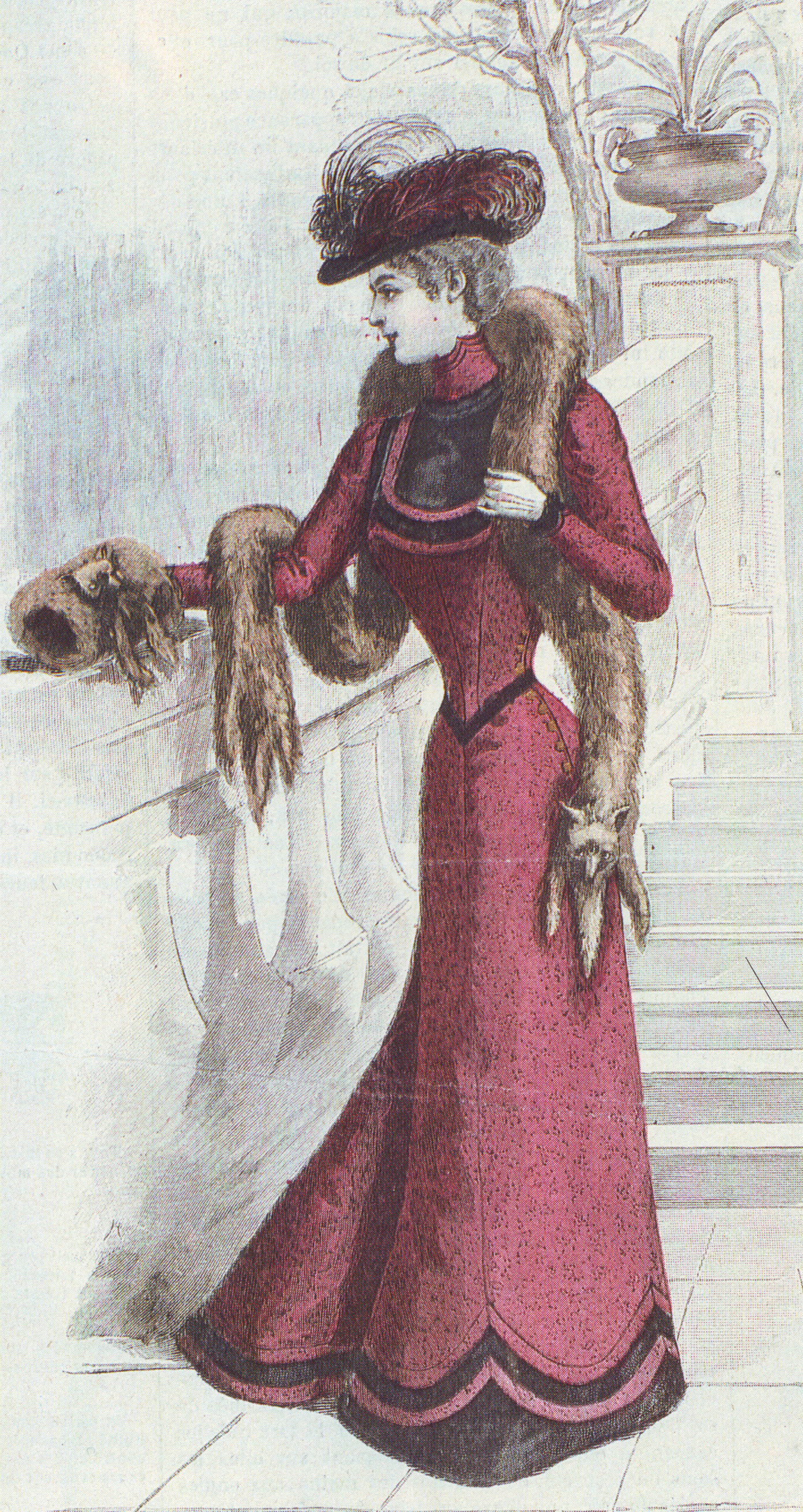
Marderboa und Muff (M.lle Louise Piret, 1899)
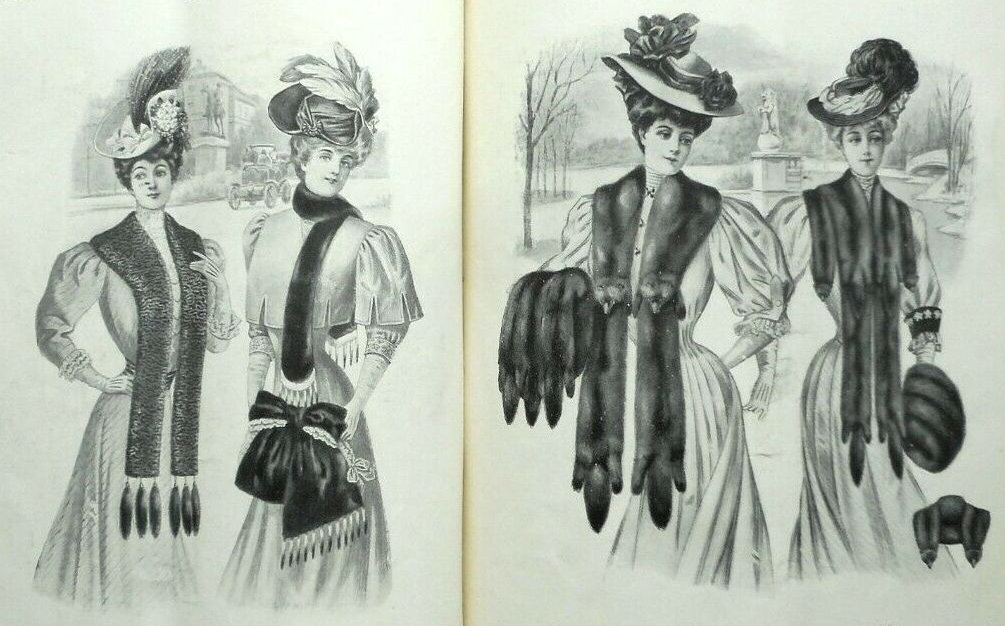
Cravatten, Stolen und Muffe (Carl Salbach, Berlin, 1906)
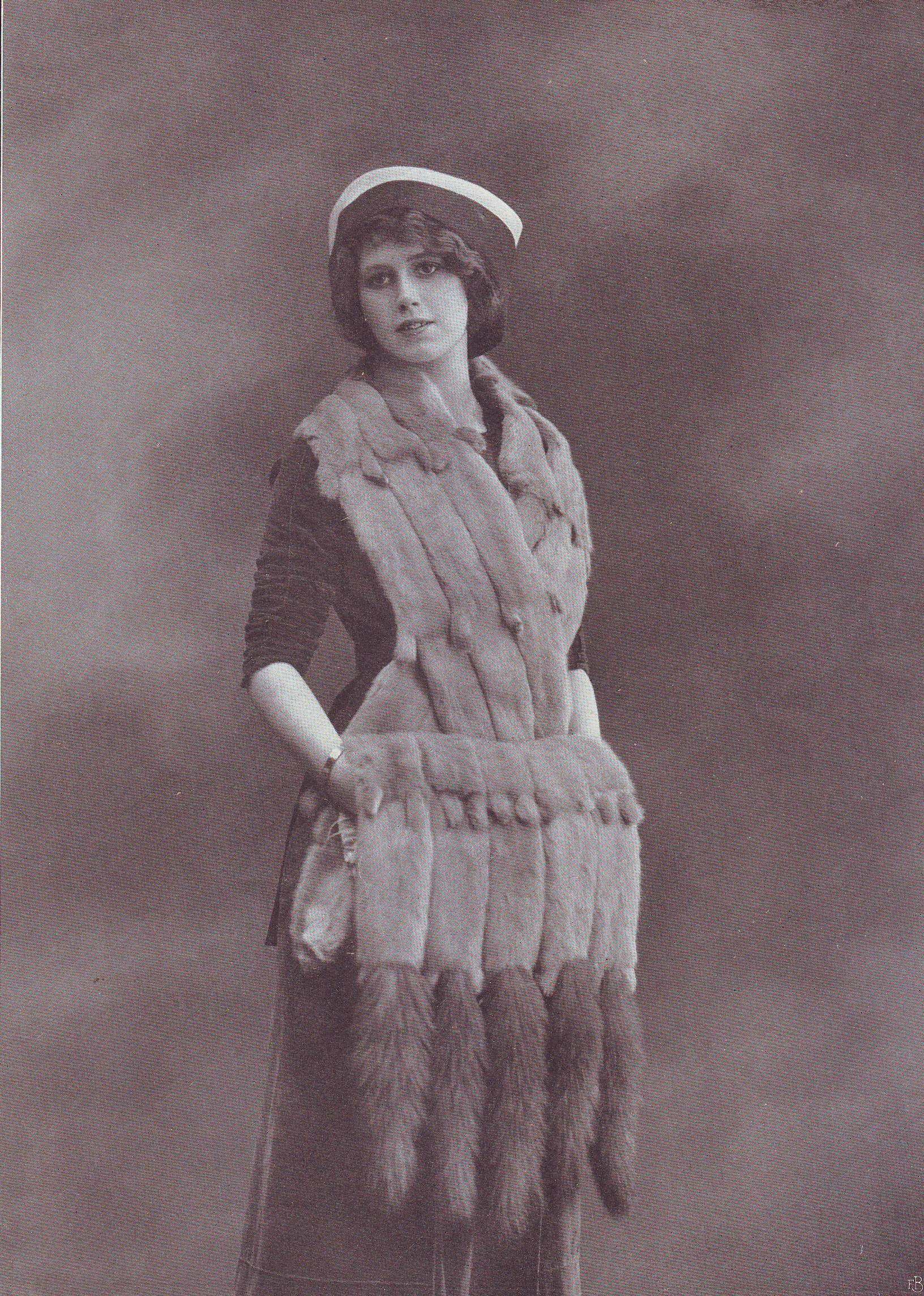
Schal und Muff aus Fehfell, mit gedrehten Fehschweifen (Stöckig & Co., Dresden, 1912)
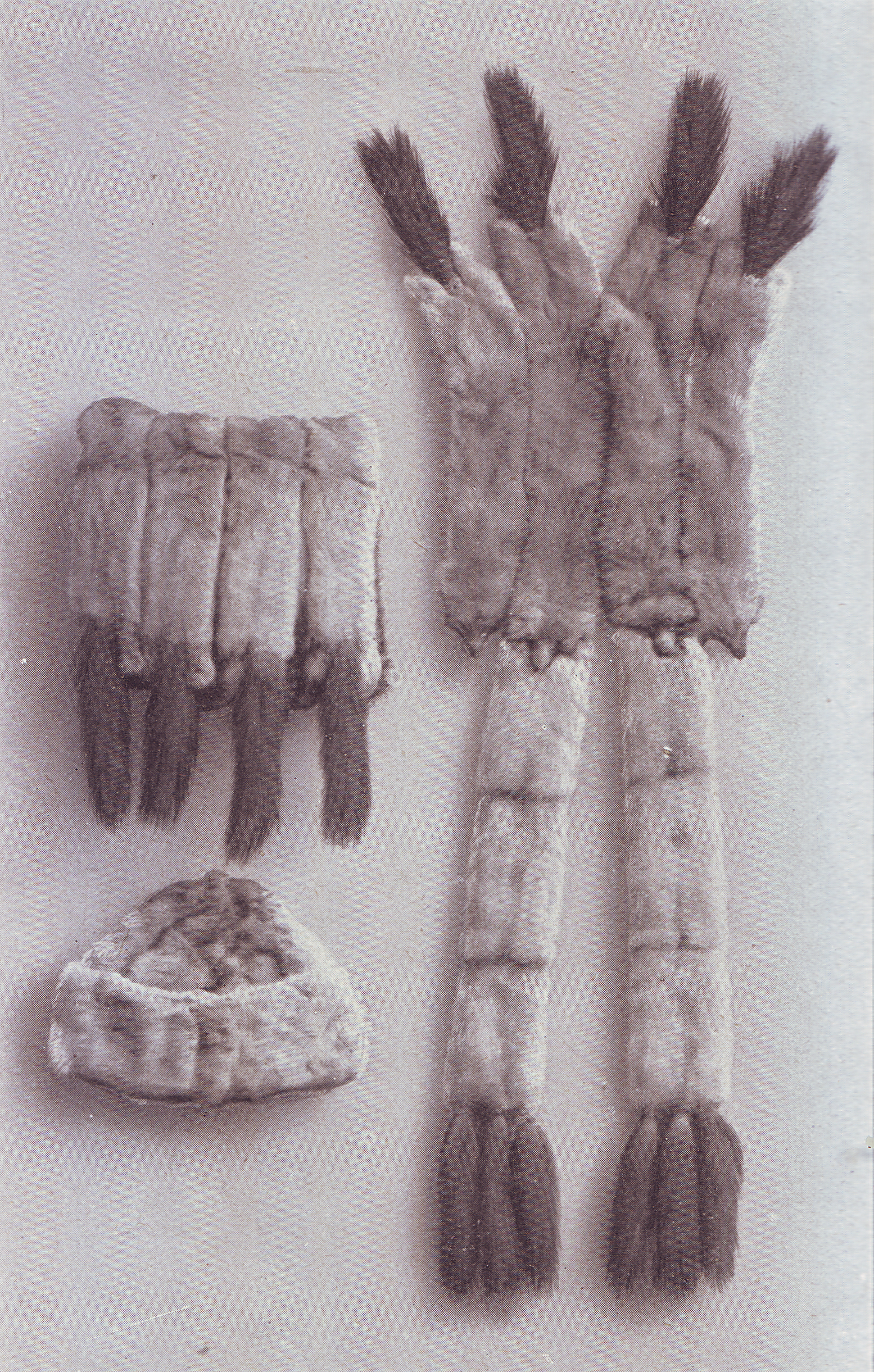
Schal, Mütze und Muff aus Fehfell, mit gedrehten Fehschweifen (Stöckig & Co., Dresden, 1912)
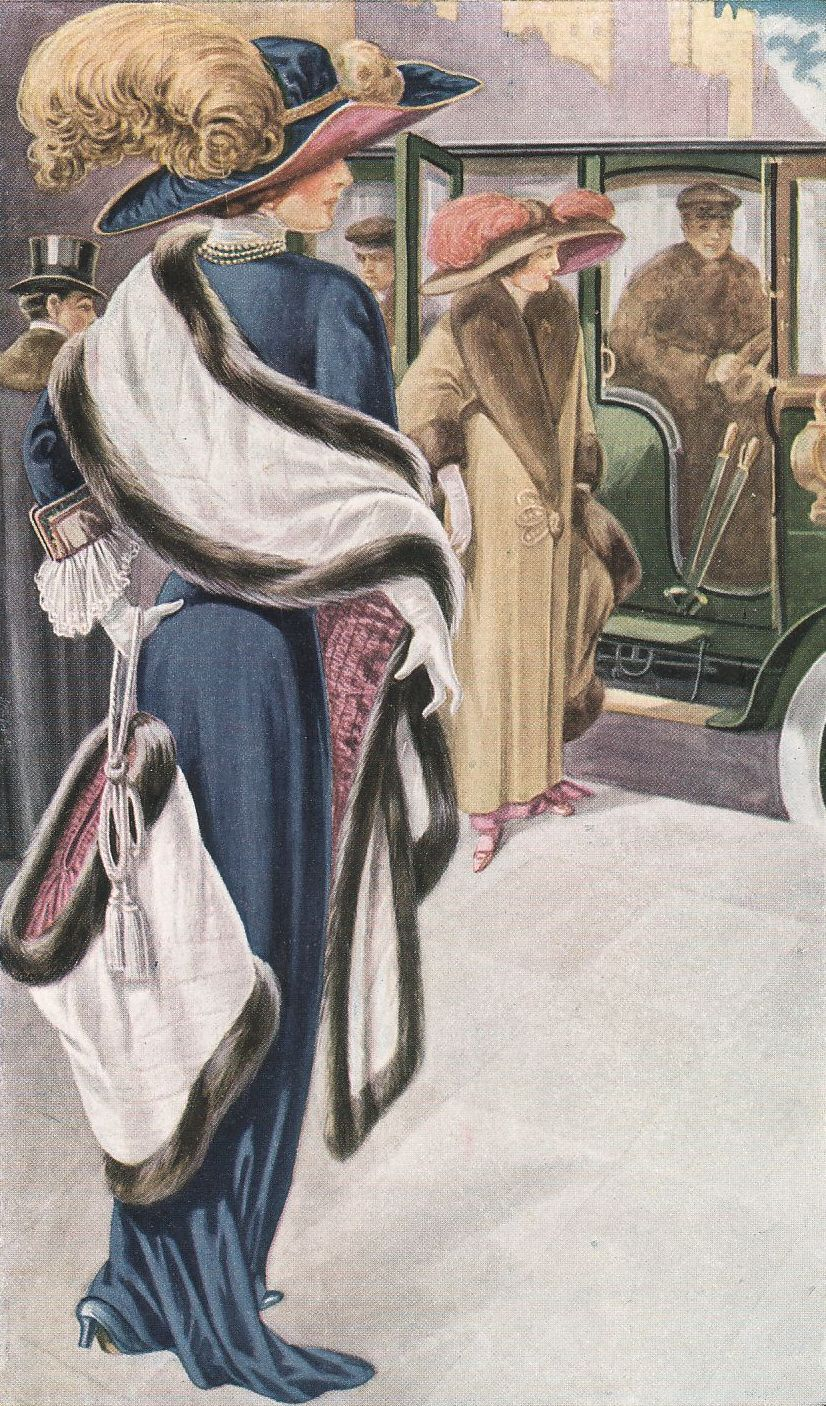
Muff und Schal, jeweils aus zwei Fellarten (Réaumur, Paris, 1912)
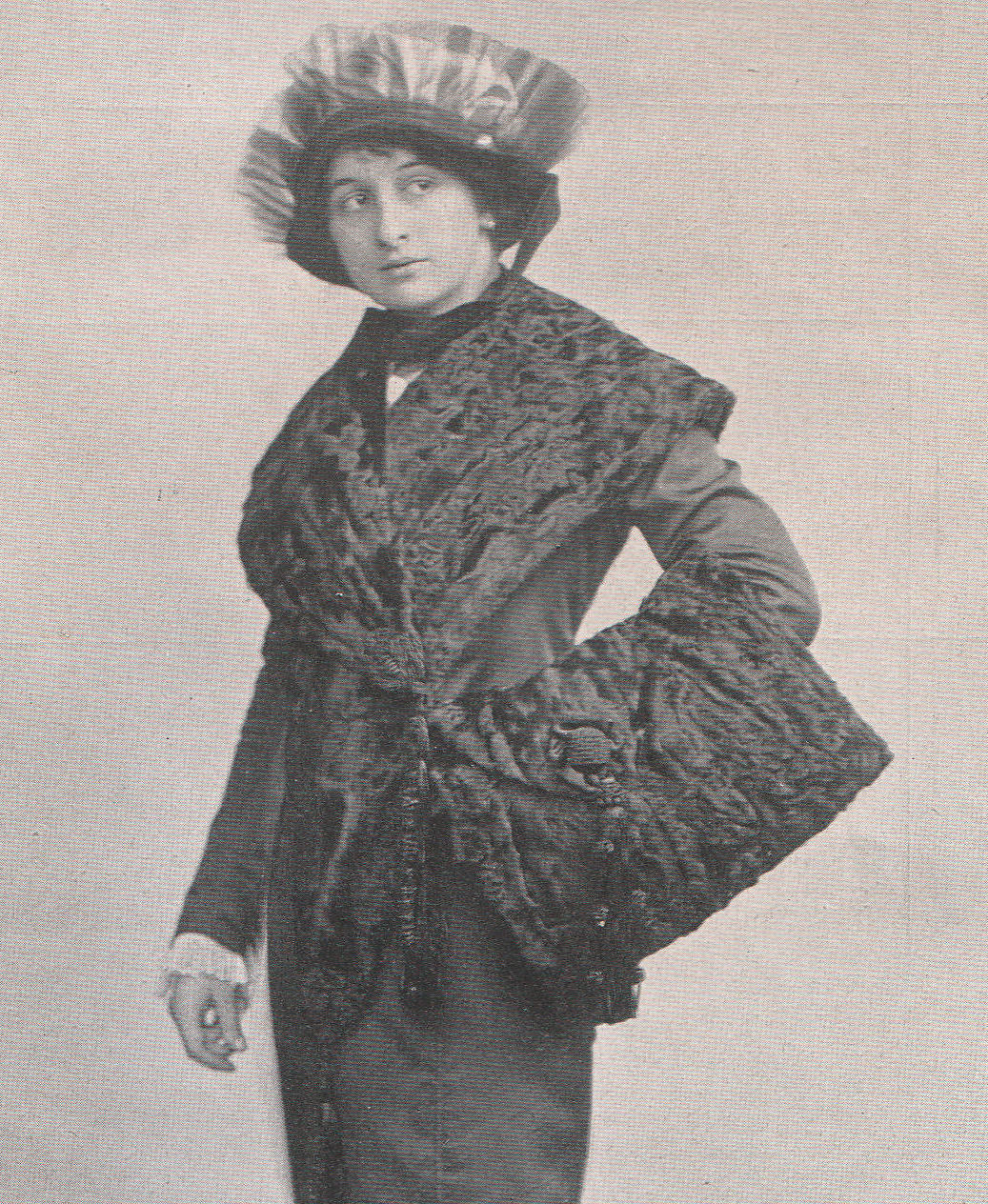
Niedrigpreisige Garnitur aus Persianerklauen (Oskar Kirsten, Leipzig, 1913)
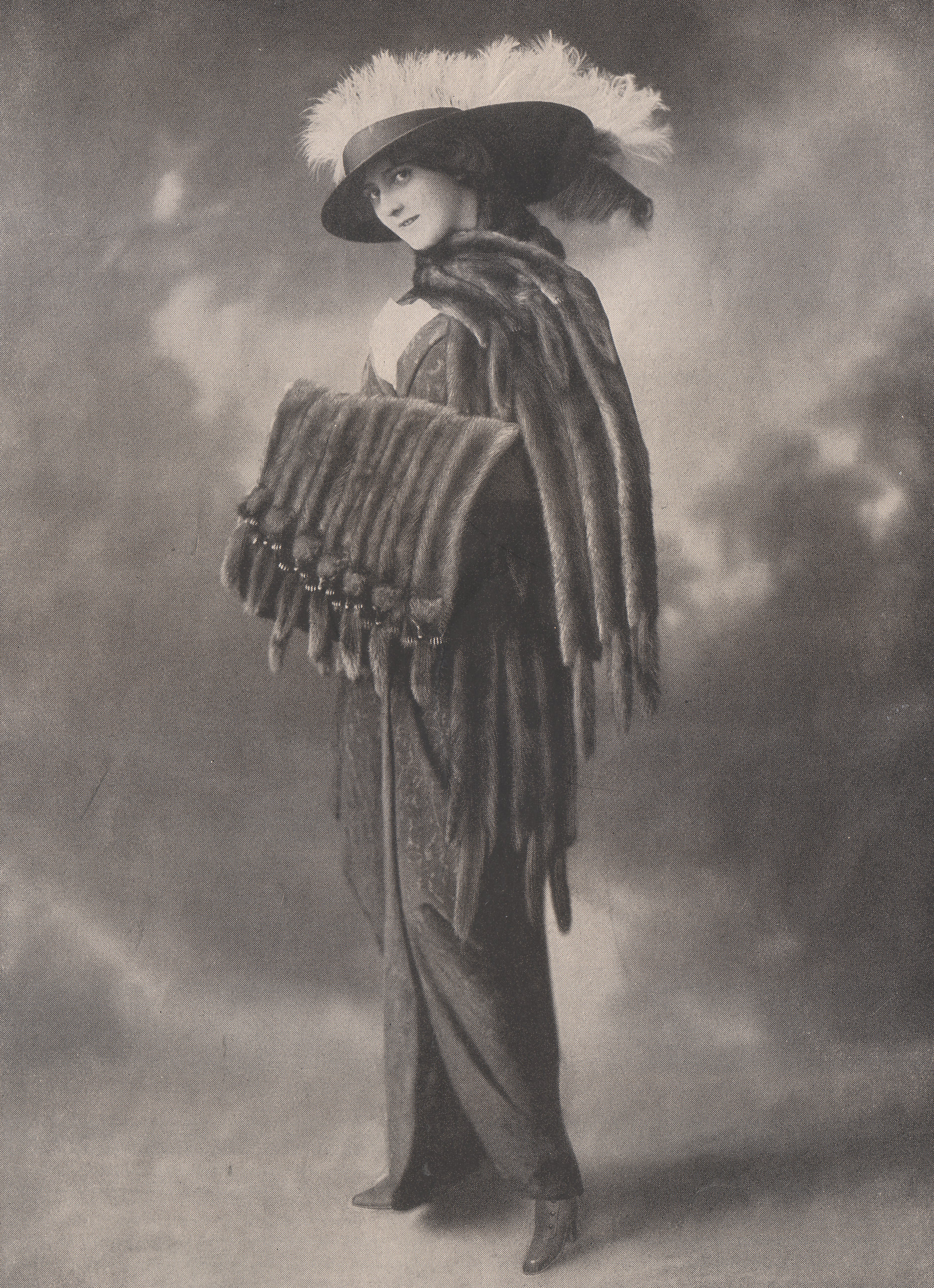
Nerzschal und ‑muff (Johannes Rohde, Leipzig, 1914)

Hermelin-Garnituren
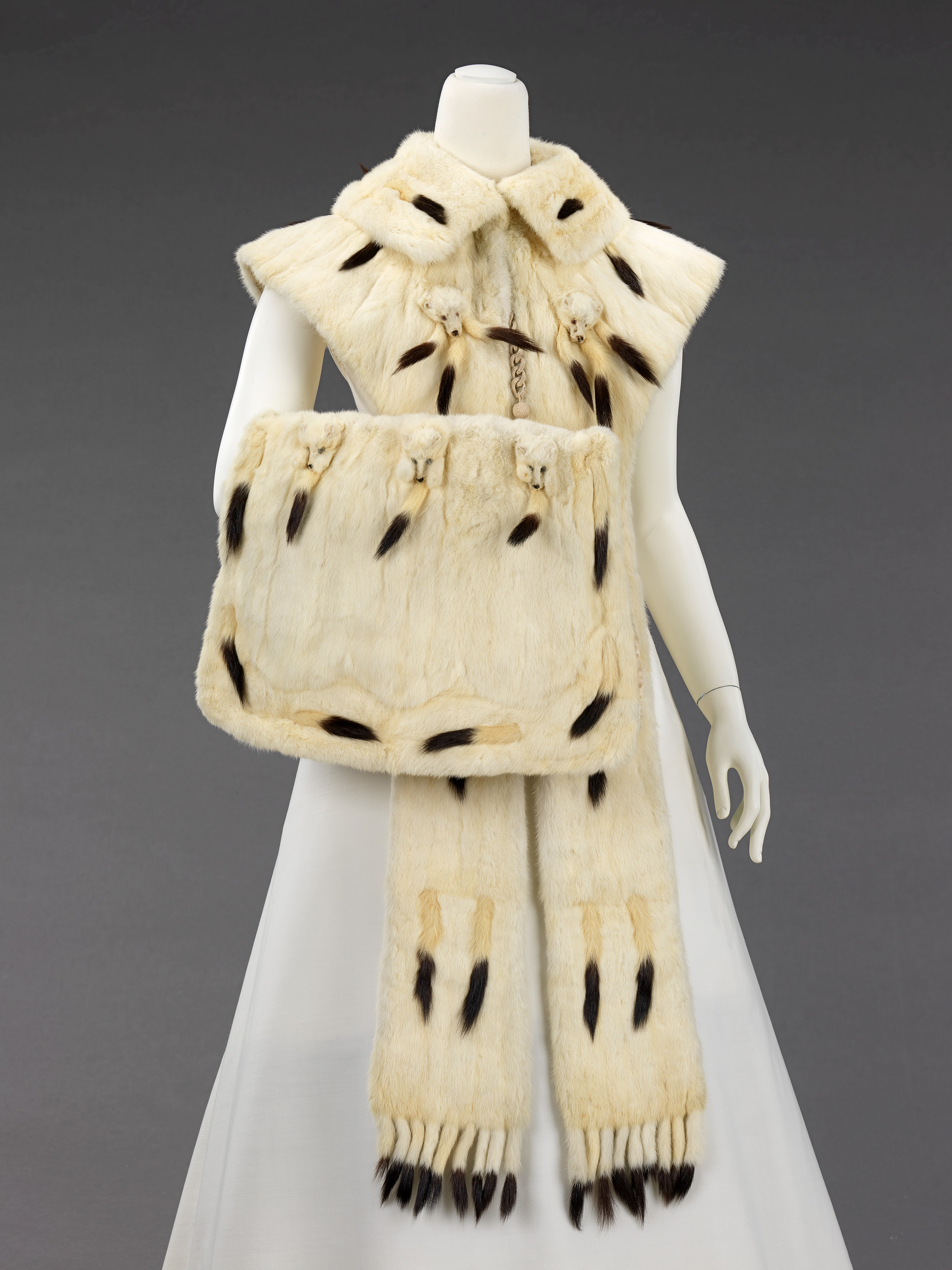
(C. G. Gunther's Sons, New York, Brooklyn Museum, 1880–1890)
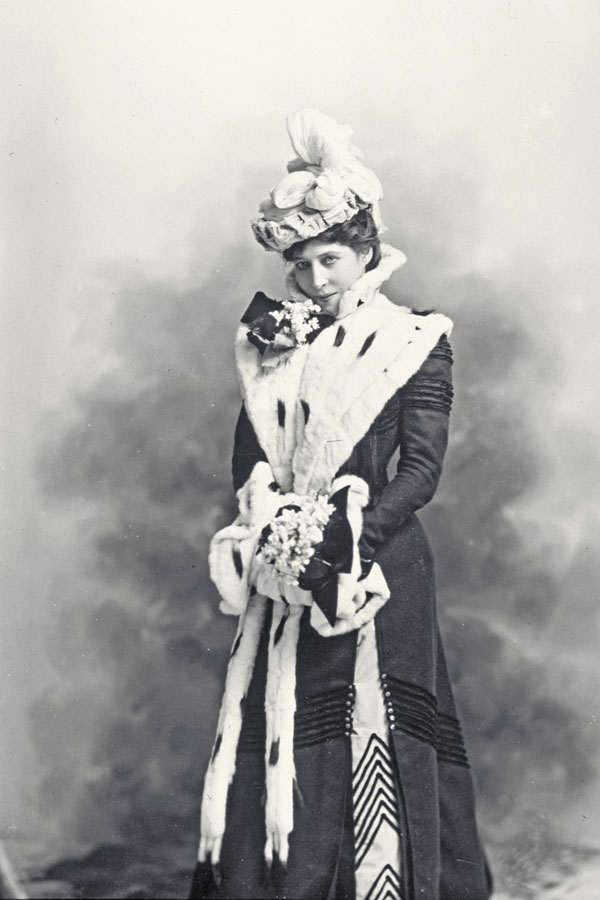
Schauspielerin Lillie Langtry (1899)
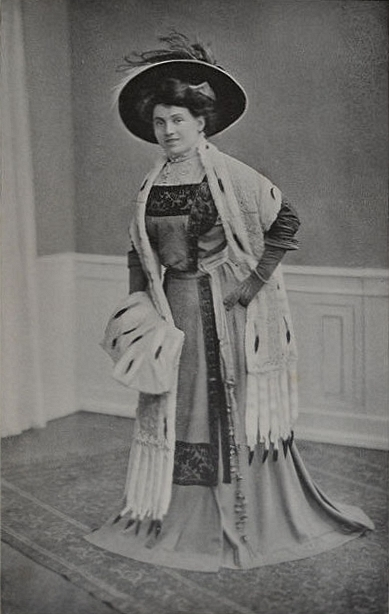
(Aug Polich, Leipzig, ca. 1900)
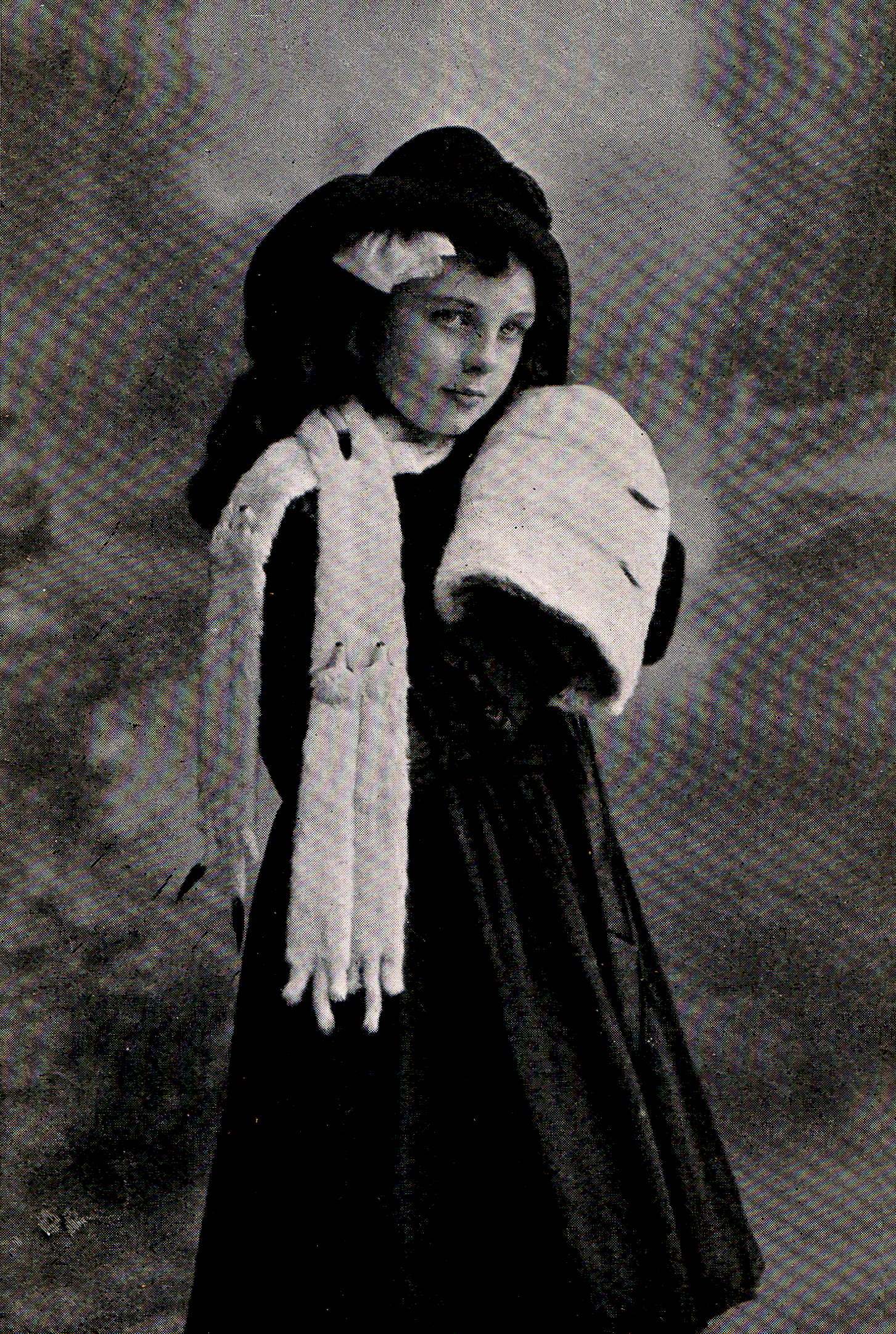
(Stöckig & Co., Dresden, 1912)
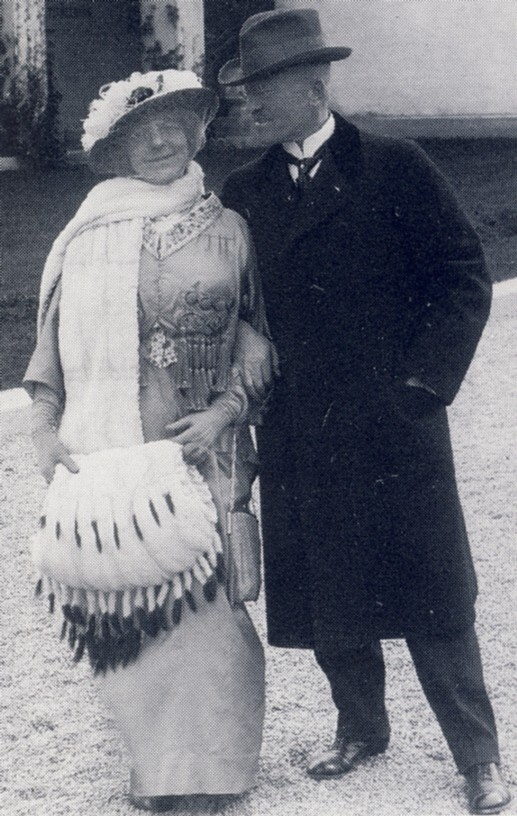
(Malmö, 1914)

Mädchen-Garnituren
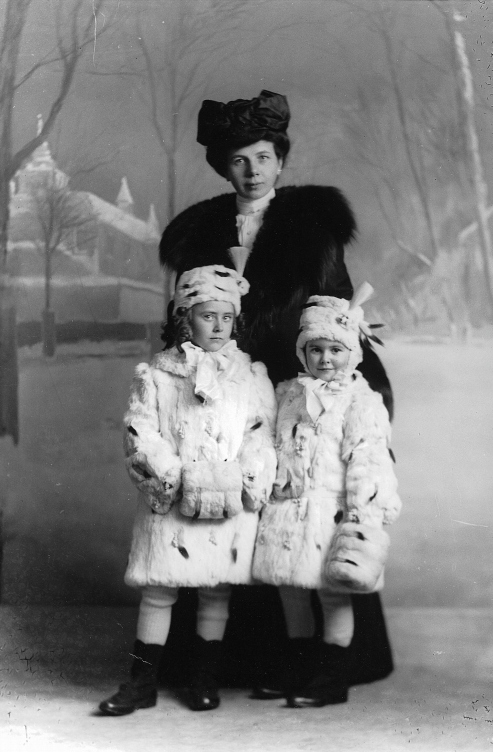
Kaninmäntel, ‑muffe und Mützen mit Fehschweif-Imitationen (Montreal, 1906)
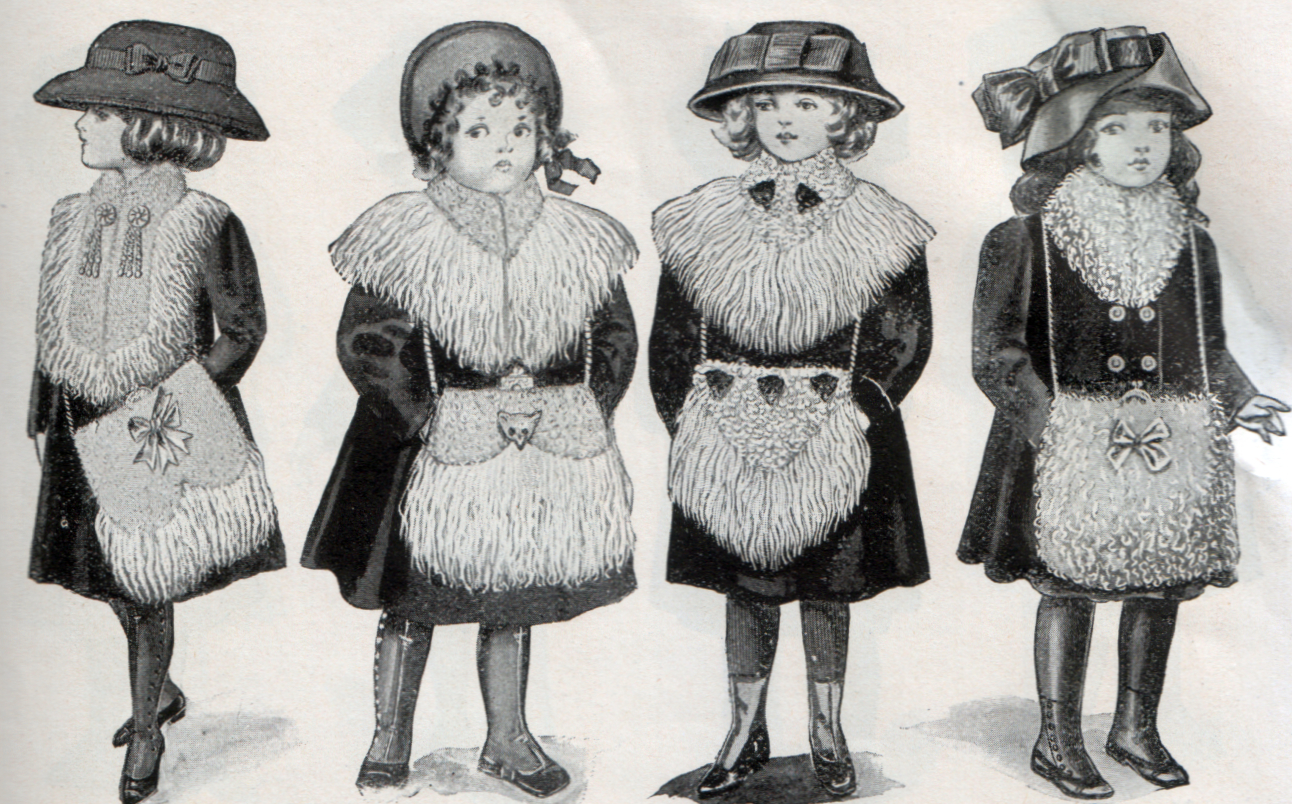
Tibetlamm-Muffe und Capekragen (The Fur House Max Neuburger & Co, New York, 1910)
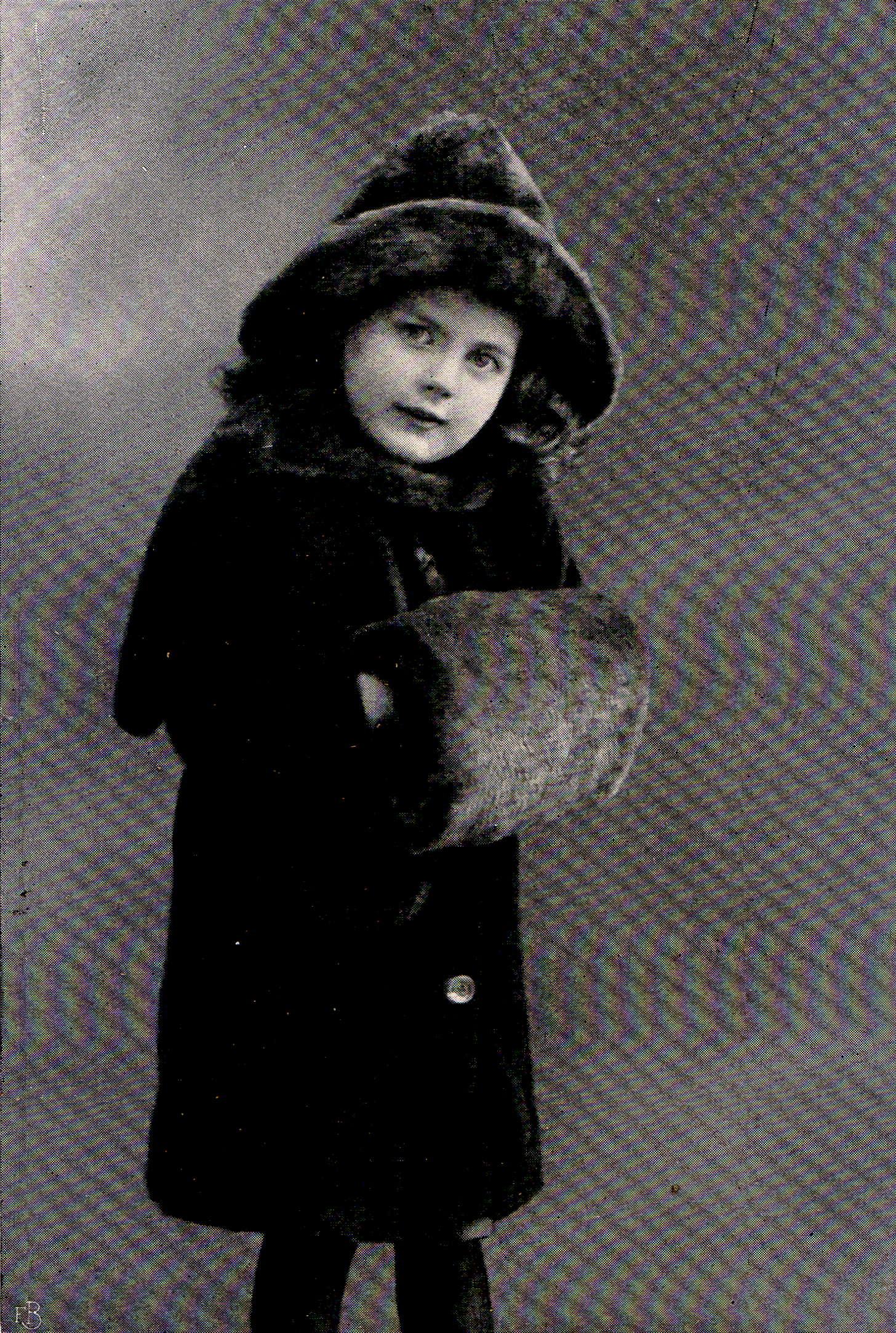
Kragen, Taschenmuff und Mütze aus Nutria-Kanin (Stöckig & Co., Dresden, 1912)

„Pelzgarnitur, welche Kragen, Muff, Ledertasche und Portemonnaie in einem Stücke enthält“
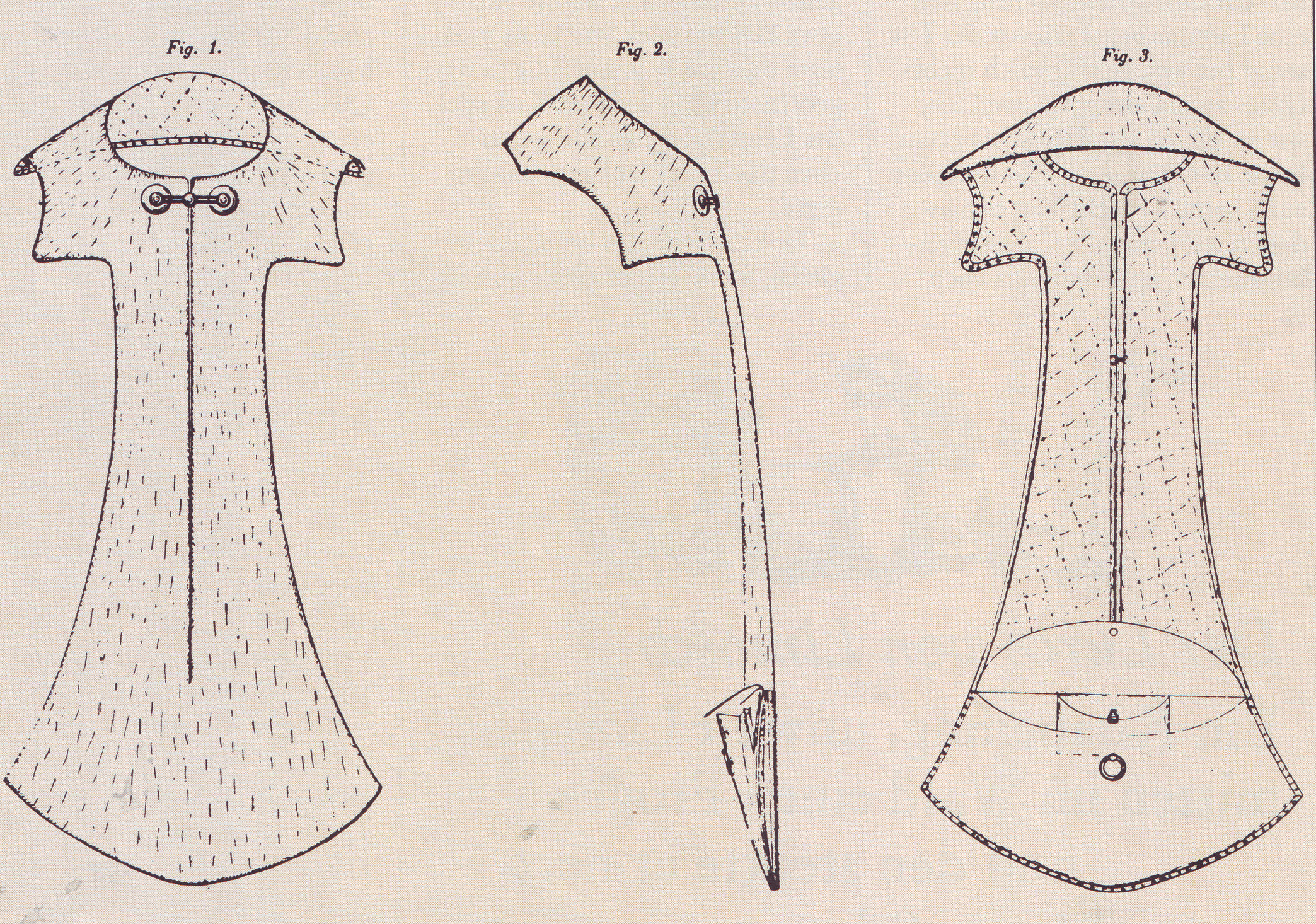
Carl Salbach, Berlin (kaiserliches Patent, 1878)